# Colorful Sensibility
A Colorful Sensibility a dél-koreai F.T. Island együttes második nagylemeze, mely 2008. augusztus 25-én jelent meg. A nagylemez a Soompi szerint jó minőségű, de „[a] rockballadák nagyon hasonlítanak egymásra, beleértve a kiválasztott első kislemezt is. [...] A gyorsabb dalok remekek és nem repetitívek, de valóban kevés van belőlük. [...] A vokál gazdag.” Az albumból egy hónap alatt 11 209 darab fogyott.

## Számlista
| #   | Cím | Dalszöveg                              | Zene                                  | Hossz |
| --- | --- | -------------------------------------- | ------------------------------------- | ----- |
| 1.  | 사랑후애 Szaranghue (Saranghuae) (After Love)                                                                               | Han Szongho (한성호, Han Seong-ho)     | Han Szongho (Han Seong-ho)            | 04:29 |
| 2.  | 여자는 몰라 Jodzsanun mulla (Yeojaneun mulla) (Girls Don' Know)                                                             | Han Szongho (Han Seong-ho)             | Han Szunghun (한승훈 , Han Seung-hun) | 04:10 |
| 3.  | 그대는 사랑입니다 Kudenun szaranghamnida (Geudaeneun saranghamnida) (You Are Love)                                          | Han Szongho (Han Seong-ho)             | Han Szongho (Han Seong-ho)            | 04:34 |
| 4.  | Love Is | Han Szongho (Han Seong-ho)             | Han Szongho (Han Seong-ho)            | 03:53 |
| 5.  | 멋쟁이 Vs 예쁜이 (FT Vs PRI) Motcsengi vs Jeppuni (Meotjaengi vs Yebbeuni) (FT Vs PRI) (The Cool vs The Pretty (FT vs PRI)) | Han Szongho (Han Seong-ho)             | Han Szunghun (Han Seung-hun)          | 04:11 |
| 6.  | 외워두기 Üvodugi (Wiwodugi) (Memorize)                                                                                      | Han Szongho (Han Seong-ho)             | Han Szunghun (Han Seung-hun)          | 04:02 |
| 7.  | 미워하고 원망하고 Mivohago vonmanghago (Miwohago wonmanghago) (Hate And Resentment)                                         | Han Szongho (Han Seong-ho)             | Han Szongho (Han Seong-ho)            | 04:16 |
| 8.  | 1분 1초도 1 pun 1 cshodo (1 bun 1 chodo) (One Minute And One Second)                                                        | Kang Ungjong (강은경, Kang Eun-gyeong) | Kim Dzsejang (김재양 , Kim Jae-yang)  | 03:56 |
| 9.  | 사랑하지마요 Szaranghadzsimajo (Saranghajimayo) (Don’t Love Me)                                                             | Han Szongho (Han Seong-ho)             | Kim Dzsejang (Kim Jae-yang)           | 04:07 |
| 10. | 사랑이라 부르는 이름 Szarangira purunun irum (Sarangira bureuneun ireum) (A Name Called Love)                               | Han Szongho (Han Seong-ho)             | Han Szongho (Han Seong-ho)            | 04:23 |
| 11. | Troublemaker | Han Szongho (Han Seong-ho)             | Mun Dzsonggju (문정규, Mun Jeong-gyu) | 03:59 |
| 12. | Train | I Hiszung (이희승, Lee Hui-seung)      | Han Szongho (Han Seong-ho)            | 03:54 |